# Мічена жінка
«Мічена жінка» (англ. Marked Woman) — кримінальна драма режисера Ллойда Бекона, яка вийшла на екрани у 1937 році. Майкл Кертіс замінив Ллойда Бекона у якості режисера на час медового місяця Бекона.
Картина розповідає історію молодої працівниці дорогого підпільного чоловічого клубу (Бетті Девіс), яка наважується кинути виклик одному з найвпливовіших гангстерів Мангеттену. З її допомогою прокурор (Гамфрі Богарт) заарештовує гангстера і знищує його злочинну організацію.

## Сюжет
Дія відбувається в 1930-ті роки на Мангеттені. Мафіозний бос і рекетир Джонні Веннінг (Едуардо Чіанеллі) захоплює нічний клуб «Інтим», в якому в якості хостес працюють Мері Дуайт Стаубер (Бетті Девіс) і її подруги Габі Марвін (Лола Лейн), Еммі Лу Іген (Ізабель Джуелл), Естел Портер (Мейо Мето) і Флоррі Лиггетт (Розалінда Маркис), з якими вона живе в загальній квартирі. Одного разу в клубі Мері знайомиться з молодим чоловіком (Демієн O'Флінн), який розплатився за ігровий борг і шампанське фальшивим чеком, і тепер сподівається втекти. Мері попереджає його про небезпеку і радить йому якомога швидше бігти в інше місто, однак люди Веннінга встигають схопити і вбити його. Знайшовши в кишені вбитого сірники з адресою Мері, прокурор Девід Грем (Гамфрі Богарт) викликає її і інших хостес нічного клубу на допит. Проте, боячись помсти з боку Веннінга і не вірячи в силу правосуддя, дівчата відмовляються свідчити проти нього. Мері погоджується виступити в суді, але говорить те, що сказав їй адвокат Веннінга, в результаті гангстера і його підручних виправдовують.
Молодша сестра Мері на ім'я Бетті (Джейн Брайан) вчиться в пристойному коледжі і веде добропорядний спосіб життя, не підозрюючи про рід занять своєї сестри. Приїхавши до Мері в гості, Бетті дізнається, чим займається її сестра, і впадає у відчай, вважаючи, що її репутація зруйнована і вона більше не зможе ходити в коледж. Незважаючи на попередження Мері, Бетті приймає запрошення Еммі Лу і йде з нею на вечірку в клуб Веннінга. Там на неї звертає увагу один з важливих клієнтів, і Веннінг обіцяє йому все організувати. Спочатку Бетті подобається шикарна обстановка клубу, шампанське, костюми, музика і танці, але коли клієнт починає до неї чіплятися, вона різко відштовхує його і тікає. Це помічає Веннінг, який б'є дівчину по обличчю, в результаті чого вона падає зі сходів і розбивається. Люди Веннінга швидко прибирають труп і приховують сліди злочину, проте все, що відбувається, бачила Еммі Лу.
Після смерті сестри Мері сама йде до Грема і просить почати розслідування, погоджуючись дати свідчення проти Веннінга. Але її показань мало, потрібні свідчення і інших дівчат, зокрема Еммі Лу про вбивство Бетті. Мері приходить до дівчат і вмовляє їх дати свідчення, але вони занадто залякані, щоб давати свідчення проти Веннінга в суді. Однак після того, як люди Веннінга жорстоко б'ють Мері, а потім намагаються вбити Еммі Лу, дівчата розуміють, що єдиним способом позбутися Веннінга є свідчення проти нього в суді. Вислухавши свідчення всіх п'яти дівчат, присяжні визнають винними Веннінга і його підручних у всіх скоєних злочинах, а суддя засуджує їх до тривалих термінів тюремного ув'язнення, попереджаючи, що якщо Веннінг спробує помститися дівчатам, то отримає довічний термін. Грем виходить з будівлі суду героєм в оточенні преси, але знаходить можливість подякувати Мері за її відважний вчинок і обіцяє їй допомогу. Мері йде з подругами в нічний туман.

## В ролях
- Бетті Девіс — Мері Дуайт Страубер
- Гамфрі Богарт — Девід Грем
- Лола Лейн — Дороті (Габі) Марвін
- Ізабель Джуелл — Еммі Лу Іген
- Мейо Мето — Естел Портер
- Едуардо Чіаннеллі — Джонні Веннінг
- Розалінда Маркис — Флоррі Ліггетт
- Джейн Брайан — Бетті Страубер
- Аллен Дженкінс — Луї
- Демієн O’Флінн — Ральф Кроуфорд
- Джон Літел — Гордон
- Бен Уелдон — Чарлі Делейні
- Генрі О’Ніл — окружний прокурор Артур Шелодон
- Реймонд Хаттон — адвокат Джонні Веннінга

## Історія створення картини
Незважаючи на застереження на початку фільму, що історія є повністю вигаданою, «Мічена жінка» до певної міри заснована на реальній боротьбі зі злочинністю Томаса Дьюї, окружного прокурора Мангеттена, який став національною знаменитістю в 1930-ті роки, потім губернатором Нью-Йорка і навіть двічі балотувався на пост президента від Республіканської партії в 1940-ві роки. Дьюї добився засудження кількох відомих гангстерів, його найзначнішим досягненням стало ув'язнення знаменитого Лакі Лучіано, який очолював організовану злочинність всього Нью-Йорка. Дьюї використовував свідчення багатьох дівчат за викликом і господинь борделів, щоб звинуватити Лучано в сутенерстві, коли той керував найбільшою мережею повій у всій Америці. Драматичні успіхи Дьюї настільки вражали, що Голлівуд присвятив йому кілька фільмів, одним з найбільш помітних серед них був «Мічена жінка». Персонаж Гамфрі Богарта Девід Грем багато в чому заснований на біографії та особистості Дьюї.
Студія Warner Bros купила права на історію про Лучіано у журналу «Ліберті», але при створенні фільму була змушена внести в неї деякі зміни, зокрема, з цензурних міркувань змінити професію жінок з повій на «хостес нічного клубу».

## Нагороди
У 1937 році за гру в цьому фільмі Бетті Девіс була визнана гідною Кубка Вольпі як найкраща актриса Венеціанського кінофестивалю. Режисер Ллойд Бейкон був номінований там само на Кубок Муссоліні .

## Інша інформація
Фільм став великим успіхом компанії «Уорнер Бразерс» і однією з найбільш важливих ранніх картин Бетті Девіс. Незадовго до того Девіс подала позов проти компанії «Уорнер», протестуючи проти низької якості сценаріїв, з якими вона змушена працювати. Хоча вона програла справу, вона отримала широке висвітлення в пресі, а «Мічена жінка» стала першим сценарієм, з яким вона працювала після повернення до Голлівуду. Повідомлялося, що на цей раз вона була дуже задоволена сценарієм і тим його драматичним потенціалом, який допоможе їй розкритися як актрисі. Джек Уорнер був не менше радий великій суспільній реакції на користь Девіс, що, як він справедливо припускав, значно підвищило інтерес до фільмів з її участю і, відповідно, їх прибутковість.